# Melanichneumon dilucidus
Melanichneumon dilucidus är en stekelart som först beskrevs av Cresson 1874.  Melanichneumon dilucidus ingår i släktet Melanichneumon och familjen brokparasitsteklar. Inga underarter finns listade i Catalogue of Life.